# GFSK
GFSK是一種頻率偏移調變技術，其技術以FSK為基礎。當原始數位訊號在經過FSK調變送出前，加上一個高斯低通濾波器來限制調變後的信號頻譜寬度，使得在通訊上能限制頻譜寬度的傳輸以及功率的消耗。

## 應用
在實際應用上有Bluetooth通訊。